# Étude de la Torah
L’étude de la Torah (hébreu : לימוד\תלמוד תורה Limoud/Talmoud Torah) est une ordonnance biblique qui prescrit d’étudier et enseigner la Torah. 
Bien qu’une lecture contextuelle en limite la portée au Pentateuque, les rabbins enseignent qu’elle s’étend en réalité à l’ensemble de la Torah écrite — c’est-à-dire la Bible hébraïque — et à la Torah orale, laquelle comprend la littérature des sages d’Israël et tout ce qui en découle, incluant la loi et la pensée juives, rationnelle comme mystique. Elle est obligatoire pour les hommes et de nombreuses sources lui donnent le même poids qu’à l’ensemble des prescriptions réunies.
L’étude de la Torah, qu’elle soit individuelle, collective, synagogale ou académique, est centrale dans la société juive traditionnelle dont la hiérarchie se fonde sur le degré d’érudition, lequel est à son tour tributaire de l’investissement dans l’étude. Les rabbins ont décrété pour le tout-venant un minimum de deux périodes en journée et en soirée mais l’idéal est l’étude continue (hatmada) sans un seul moment d’annulation de la Torah par des préoccupations externes — l’occupation professionnelle ou sociale sont légitimes, d’autant plus qu’il est possible de contracter un pacte d’entraide mutuelle entre un érudit et un travailleur mais de nombreuses controverses portent sur les rapports à adopter face aux savoirs profanes et aux loisirs.

## L’étude de la Torah dans les sources juives
L’étude de la Torah prend sa source en Deutéronome 6:7: « [ces paroles …,] tu les inculqueras à tes fils, tu t’en entretiendras, lorsque tu rentreras dans ta maisons et lorsque tu t’en iras sur la route, lorsque tu te coucheras et lorsque tu te lèveras », que répète en termes pratiquement similaires Deutéronome 11:19 et que reflète également Josué 1:8: « ce livre de le Torah ne quittera pas ta bouche, tu le méditeras jour et nuit afin d’en conserver l’observance etc. »
Les sages d’Israël tirent de « tu les inculqueras — que les paroles de Torah soient taillées dans ta bouche afin que tu ne bégaies pas si l’on t’interroge » (TB Kiddoushin 30a). Ils enseignent aussi que l’étude de la Torah fait partie de ces prescriptions pour lesquelles il n’existe pas de mesure fixée par la Bible, l’associant dans le même article au respect des parents, à la charité et autres choses qui récompensent l’homme dans le monde présent et dans le monde à venir, ajoutant enfin qu’elle a le même poids que toutes choses réunies (Mishna Pea 1:1).

## Lois
Cette mitzvah concerne tout homme juif majeur. Elle concerne les enfants dans le domaine de l'éducation, comme indiqué plus haut.
Les textes à étudier sont aussi bien la Torah écrite qu'orale.
Le plus haut niveau qu'un homme "normal" peut atteindre dans cette mitzvah est de s'y adonner à chaque seconde de libre. Car il évident, que le juif doit prendre du temps pour gagner sa vie et subvenir à ses besoins, à ceux de sa famille et à ceux des pauvres et nécessiteux. Le judaïsme ne prévoit pas la vie d'un juif d'une telle manière qu'il doit donner tout son temps à l'étude en laissant tomber ces besoins basiques. Ce niveau est prévisible seulement pour des hommes aptes à s'y donner, aussi rares sont ils.